# Umbriel (luna)
Umbriel je trinajsti od Uranovih znanih satelitov in tretji največji. Odkril ga je William Lassell leta 1851.
Umbriel je oseba iz dela Alexandra Popa The Rape of the Lock.
Umbriel in Oberon izgledata precej podobno, čeprav je Oberon 35% večji. Vse Uranove velike lune so iz mešanice okoli 40-50% vodnega ledu ter preostalega kamna, nekako večji delež kamna kot pa pri Saturnovih velikih lunah, kot je Rea.
Umbrielovo močno kraterizirano površje je bilo verjetno stabilno že od svojega nastanka. Ima precej več in večjih kraterjev kot pa Ariel in Titania.
Umbriel je zelo temen; odbija le pol toliko svetlobe kot pa Ariel, Uranov najsvetlejši satelit. 